# Eousia verticivaria
Eousia verticivaria är en djurart som tillhör fylumet slemmaskar, och som beskrevs av Gibson 1990. Eousia verticivaria ingår i släktet Eousia och familjen Lineidae. Inga underarter finns listade i Catalogue of Life.